# SAKAMOTO DAYS 坂本日常漫畫章節列表
SAKAMOTO DAYS 坂本日常漫畫章節列表列出日本漫畫《SAKAMOTO DAYS 坂本日常》每一話的標題以及刊載期號。相關翻譯使用台灣東立出版社在《寶島少年》的官方譯名。

## 單行本已收錄
- 「卷彩」表示有卷頭彩頁（巻頭カラー）
- 「中彩」表示有中央彩頁（センターカラー）

| - Days 1: 傳說中的殺手（，Densetsu no Koroshiya）（《週刊少年Jump》2020年51號）卷彩 - Days 2: 坂本家家訓（，Sakamoto Kekakun）（2020年52號）中彩 - Days 3: 中瀨巡佐與神秘英雄（，Nakase-junsa to Nazo no Hīrō）（2021年1號） - Days 4: 中華勢力來襲！（，Chaina Shūrai!）（2021年2號） | - Days 5: VS孫悲、馬弔（，Buiesu Sonhi Bachō）（2021年3·4合併號） - Days 6: 南雲（，Nagumo）（2021年5·6合併號） - Days 7: 歡迎來到糖糖樂園！（，Shugāpāku e Yōkoso!）（2021年7號） |

| - Days 8: 表演時間（，Shōtaimu）（2021年8號） - Days 9: 波以爾與帶黑（，Boiru to Obiguro）（2021年9號） - Days 10: 冷硬派（，Hādo Boirudo）（2021年10號） - Days 11: 坂本VS波以爾（，Sakamoto Buiesu Boiru）（2021年11號）中彩 - Days 12: 強大的理由（，Tsuyosa no Wake）（2021年12號） | - Days 13: 出租錄影帶（，Rentaru Bideo）（2021年13號） - Days 14: 潛入任務（，Sunīkingu Misshon）（2021年14號） - Days 15: 啟動（，Shidō）（2021年15號）中彩 - Days 16: 百貨公司戰爭（，Depāto Sensō）（2021年16號） |

| - Days 17: 真霜平助（，Mashimo Heisuke）（2021年17號） - Days 18: VS狙擊手（，Bui Esu Sunaipā）（2021年18號）中彩 - Days 19: 吵架（，Kenka）（2021年19號） - Days 20: 透明高速（，Tōmei Kōsoku）（2021年20號） - Days 21: 去博物館吧！（，Hakubutsukan ni Ikō!）（2021年21·22合併號） | - Days 22: 侏儸紀大傢伙（，Jurashikku Yarō）（2021年23號）中彩 - Days 23: 朝倉與阿新（，Asakura to Shin）（2021年24號） - Days 24: 殺手×科學（，Koroshiya x Kagaku）（2021年25號） - Days 25: 科學大傢伙（，Saiensu Yarō）（2021年26號） |

| - Days 26: ORDER（）（2021年27號） - Days 27: 坂本商店 VS LABO（，Sakamoto-shōten Buiesu Rabo）（2021年28號）卷彩 - Days 28: 一流（，Ichiryū）（2021年29號） - Days 29: 硬闖上車（，Kakekomi Jōsha）（2021年30號） - Days 30: 車廂內請保持安靜（，Shanai de wa o Shizuka ni）（2021年31號） | - Days 31: 我說過啦（，Hora na）（2021年32號） - Days 32: 澡堂模式（，Sentō Mōdo）（2021年33·34合併號） - Days 33: 驚喜（，Supuraizu）（2021年35號） - Days 34: 無糖（，Ūtan）（2021年36·37合併號）中彩 |

| - Days 35: 無糖②（，Ūtan 2）（2021年38號）中彩 - Days 36: 無糖③（，Ūtan 3）（2021年39號） - Days 37: 死刑犯（，Shikeishu）（2021年40號） - Days 38: 不知道踩煞車（，Nōburēki）（2021年41號） - Days 39: ENCOUNT（）（2021年42號）中彩 | - Days 40: Overload（）（2021年43號） - Days 41: 生存方式（，Ikizama）（2021年44號） - Days 42: 狹路相逢（，Ba chi Atari）（2021年45號） - Days 43: 喜歡。（，Suki）（2021年46號） |

| - Days 44: 各自進行（，Tendenbarabara）（2021年47號） - Days 45: 猛攻（，Kyōshū）（2021年48號）卷彩 - Days 46: 不走運（，Tsu Itenai ne）（2021年49號） - Days 47: 電梯向上（，Ue e Mairimasu）（2021年50號） - Days 48: 心之線（，Kokoro no Ito）（2021年51號） | - Days 49: 纏繞鐵塔（，Guruguru Tawā）（2021年52號） - Days 50: 自行車（，Jitensha）（2022年1號） - Days 51: 遊行（，Parēdo）（2022年2號） - Days 52: 斬斬舞（，Zan Zan Mai）（2022年3·4合併號）中彩 |

| - Days 53: 擋不住（，Muri Muri）（2022年5·6合併號） - Days 54: 小事一樁（，Oyasuigoyō）（2022年7號） - Days 55: 休息時間（，Burēku）（2022年8號）中彩 - Days 56: JCC（，Jēshīshī）（2022年9號） - Days 57: Have a nice flight（，Havu a Naisu Furaito）（2022年10號） | - Days 58: 新人（，Rūkī）（2022年10號） - Days 59: CUT（）（2022年12號） - Days 60: 京（）（2022年13號）中彩 - Days 61: 稍微拿手一點（，Chotto Tokuina ndesu）（2022年14號） |

| - Days 62: 三試（，Sanji Shiken）（2022年15號） - Days 63: 野外求生（，Sabaibaru）（2022年16號） - Days 64: 道路（，Michi）（2022年17號）卷彩 - Days 65: 撞偶像（，Oshi Kaburi）（2022年18號） - Days 66: 延遲（，Ragu）（2022年19號） | - Days 67: 遠距作業（，Rimōto Wāku）（2022年20號） - Days 68: 口以嗎（，Kureryuka）（2022年21·22合併號） - Days 69: 加耳（）（2022年23號） - Days 70: 音VS樂（，Oto Buiesu Gaku）（2022年24號） |

| - Days 71: 困難模式（，Hādo Mōdo）（2022年25號）卷彩 - Days 72: 先走囉（，Jāna）（2022年26號） - Days 73: 快樂聯刮刮樂（，Kororen Sukuratchi）（2022年27號） - Days 74: 潛入（，Sennyū）（2022年28號） - Days 75: 該死的超能力者（，Kuso Esupā）（2022年29號） | - Days 76: 各自的任務（，Sorezore no Misshon）（2022年30號）卷彩 - Days 77: 我、殺、你（，Ko-ro-shi-te-ru）（2022年31號） - Days 78: 被放逐的男人（，Owareta Otoko）（2022年32號） - Days 79: 透明的殺意（，Tōmeina Satsui）（2022年33號） |

| - Days 80: 再會（，Saikai）（2022年34號）中彩 - Days 81: 測試（，Tesuto）（2022年35號） - Days 82: 愛氣道（，Aikidō）（2022年36·37合併號）卷彩 - Days 83: 天才的作風（，Tensai no Ryūgi）（2022年38號） - Days 84: 好香（，Ii Nioi）（2022年39號） | - Days 85: 惡夢（，Akumu）（2022年40號） - Days 86: 三流的作風（，Sanryū no Ryūgi）（2022年41號） - Days 87: 資料庫（，Dētabanku）（2022年42號）中彩 - Days 88: 啪！（，Pan）（2022年43號） |

| - Days 89: 老師（）（2022年44號） - Days 90: 老師②（，Sensei 2）（2022年45號） - Days 91: 京VS坂本（，Kanaguri Buiesu Sakamoto）（2022年46號）卷彩 - Days 92: 交易（，Torihiki）（2022年47號） - Days 93: 投契關係（，Rapōru）（2022年48號） | - Days 94: 怪人（，Hinekuremono）（2022年49號） - Days 95: 周（，Amane）（2022年50號）中彩 - Days 96: 健康（，Herushī）（2022年51號） - Days 97: 先得一分（，Ippon）（2022年52號） |

| - Days 98: 老虎呀老虎（，Tora Tora）（2023年1號） - Days 99: 那一天（，Ano hi）（2023年2號） - Days 100: 雷電（，Raiden）（2023年3號） - Days 101: 暗中活躍（，Anyaku）（2023年4·5合併號） - Days 102: 最後一幕（，Shūmaku）（2023年6·7合併號） | - Days 103: 開拍（，Kuranku In）（2023年8號） - Days 104: 怪異感（，Iwakan）（2023年9號） - Days 105: 各自的目的（，Sorezore no Mokuteki）（2023年10號）中彩 - Days 106: 理由（，Riyū）（2023年11號） |

| - Days 107: 追憶（，Tsuioku）（2023年12號）卷彩 - Days 108: 殺手百貨（，Koroshi-ya Depāto）（2023年13號） - Days 109: 金高（，Kindaka）（2023年14號） - Days 110: MISSION（）（2023年15號）中彩 - Days 111: 護衛任務（，Goei Ninmu）（2023年16號） | - Days 112: 小任務（，Puchi Misshon）（2023年17號） - Days 113: 飛車追逐（，Kācheisu）（2023年18號）中彩 - Days 114: 各自的任務（，Sorezore no Ninmu）（2023年19號） - Days 115: 累積功德的男人（，Tokuwotsumu Otoko）（2023年20號） |

| - Days 116: 死黨（，Dachi）（2023年21·22合併號） - Days 117: 不動而殺！（，Ugokazu Korose!）（2023年23號） - Days 118: 強大（，Tsuyo-sa）（2023年24號） - Days 119: 離別（，Wakare）（2023年25號） - Days 120: 終局（，Shūkyoku）（2023年26號）卷彩 | - Days 121: 奇怪的跡象（，Kimyōna Konseki）（2023年27號） - Days 122: 忐忑（，Munasawagi）（2023年28號） - Days 123: 一槍（，Ippatsu）（2023年29號） - Days 124: 熊埜御（，Kumanomi）（2023年30號） |

| - Days 125: 輪到我了（，Ore no Ban）（2023年31號） - Days 126: 之後再殺（，Atode Korosu）（2023年32號） - Days 127: 永別了（，Abayo）（2023年33號） - Days 128: 收尾（，Shūsoku）（2023年34號） - Days 129: 再會（，Saikai）（2023年35號）卷彩 | - Days 130: 重逢（，Saikai）（2023年36·37合併號） - Days 131: 交易成立（，Torihiki Seiritsu）（2023年38號） - Days 132: 世紀殺手展（，Seiki no Koroshiya-ten）（2023年39號） - Days 133: 誘餌（，Esa）（2023年40號） |

| - Days 134: The end（）（2023年41號） - Days 135: 上終（，Kamihate）（2023年42號） - Days 136: 上終②（，Kamihate 2）（2023年43號） - Days 137: 信賴（，Shinrai）（2023年44號） - Days 138: 外送（，Deribarī）（2023年45號） | - Days 139: 特別（，Kakubetsu）（2023年46號） - Days 140: 各方的目的（，Sorezore no Mokuteki）（2023年47號） - Days 141: 邂逅（，Kaigō）（2023年48號） - Days 142: ×的企圖（，X no Nerai）（2023年49號）卷彩 |

| - Days 143: 進場（，Entorī）（2023年50號） - Days 144: 怪獸（，Kaijū）（2023年51號） - Days 145: 硬梆梆（，Kachikachi）（2023年52號） - Days 146: 有鬼（，Obake）（2024年1號） - Days 147: 大騷動（，Ōsawagi）（2024年2號） | - Days 148: 追星活動（，Oshikatsu）（2024年3號）卷彩 - Days 149: 突擊（，Totsu）（2024年4·5合併號） - Days 150: 霸凌者（，Ijimekko）（2024年6·7合併號） - Days 151: 南雲VS樂（，Nagumo VS Gaku）（2024年8號） |

| - Days 152: RTA（）（2024年9號） - Days 153: 殺戮需要的東西（，Koroshi ni Hitsuyōnamono）（2024年10號） - Days 154: 狂敵（，Kyō Teki）（2024年11號） - Days 155: 混戰（，Konsen）（2024年12號） - Days 156: 運動家（，Supōtsuman）（2024年13號） | - Days 157: 運動家精神（，Supōtsumanshippu）（2024年14號） - Days 158: 超相撲（，Chō Sumo）（2024年15號） - Days 159: 最後的一擊（，Saigo no Ichigeki）（2024年16號） - Days 160: 跟師父學的（，Shishō Yuzuri）（2024年17號）中彩 - Days 161: 鯊魚（，Same）（2024年19號） |

| - Days 162: 熟面孔（，Natsukashi no Mentsu）（2024年20號） - Days 163: 災厄（，Yaku）（2024年21號） - Days 164: 篁（，Takamura）（2024年22·23合併號） - Days 165: 無障礙（，Baria Furī）（2024年24號） - Days 166: 偽狂徒（，Gikyō-sha）（2024年25號） | - Days 167: 窺視深淵（，Shin'en o Nozoku）（2024年26號） - Days 168: 閉館（，Heikan）（2024年27號）卷彩 - Days 169: 新的任務（，Aratana Misshon）（2024年28號） - Days 170: 蛋糕（，Kēki）（2024年29號） |

| - Days 171: 容身之處（，Ibasho）（2024年30號） - Days 172: 幻影（，Shinkirō）（2024年31號） - Days 173: 逃亡（，Tōhikō）（2024年32號） - Days 174: 某個高強的殺手（，Aru ude no Tatsu Koroshiya）（2024年33號） - Days 175: 罪孽（，Gō）（2024年34號） | - Days 176: 清醒（，Sameru）（2024年35號） - Days 177: 金高（，Kindaka）（2024年36·37合併號）卷彩 - Days 178: 手段與目的（，Shudan to Mokuteki）（2024年38號） - Days 179: 托雷斯（，Tōresu）（2024年39號） - Days 180: 合適的人選（，Kokoroatari）（2024年40號） |

| - Days 181: 聯誼會（，Shinboku-kai）（2024年41號） - Days 182: 和平的一天（，Heiwana Ichi-nichi）（2024年42號） - Days 183: 枷錠（，Kase Jō）（2024年43號） - Days 184: 你看吧…（，Hora ne…）（2024年44號） - Days 185: 獵人（，Kariudo）（2024年46號） | - Days 186: 今日運勢（，Kyō no Unsei）（2024年47號）卷彩 - Days 187: 賭賭看…（，Ichi ka Bachi ka…）（2024年48號） - Days 188: 立刻當場（，Ima Koko de）（2024年49號） - Days 189: 大凶（，Daikyō）（2024年50號） - Days 190: 10的4萬次方分之1（，10 no 4 Man-jō-bun no 1）（2024年51號） |

| - Days 191: 好運用盡（，Un no Tsuki）（2024年52號） - Days 192: 真心話（，Hon'ne）（2025年1號） - Days 193: 天弓VS阿新（，Tenkyū VS Shin）（2025年2號） - Days 194: 時間感知異常（，Takisaikia）（2025年3號） - Days 195: 我知道（，Shitteru）（2025年4·5合併號） | - Days 196: 初遇（，Deai）（2025年6·7合併號）卷彩 - Days 197: 安全帶（，Shīto Beruto）（2025年8號） - Days 198: 好用的傢伙（，Benrina Yatsu）（2025年9號） - Days 199: 錨（，Ikari）（2025年10號）中彩 |

| - Days 200: 咕嘟咕嘟吐泡泡（，Bukubukuawā）（2025年11號） - Days 201: 太遲了啦（，Oso~eyo）（2025年12號） - Days 202: 最後機會（，Rasuto Chansu）（2025年13號） - Days 203: 復活（，Fukkatsu）（2025年14號）卷彩 - Days 204: 革命與繼承（，Kakumei to Keishō）（2025年15號） | - Days 205: 3發革命（，3-Patsu no Kakumei）（2025年16號） - Days 206: 不可侵犯領域（，Fukashin Ryōiki）（2025年17號） - Days 207: 新生殺聯（，Shinsei Satsuren）（2025年18號） - Days 208: 連鎖（，Rensa）（2025年19號） |

## 單行本未收錄
- Days 209: 理想的世界（Risō no Sekai）（2025年20號）
- Days 210: 殺意與殺意（Satsui to Satsui）（2025年21號）
- Days 211: 小心觸電（Kanden Chūi）（2025年22·23合併號）
- Days 212: 阿新的計畫（Shin no Sakusen）（2025年24號）
- Days 213: 反抗（Rejisutansu）（2025年25號）卷彩
- Days 214: 尋人啟事（Maigo no Oshirase）（2025年26號）
- Days 215. 死屍累累（Shishiruirui）（2025年27號）
- Days 216. 隧道（Ton'neru）（2025年28號）
- Days 217. 先從我開始（Mazuwa ore Kara）（2025年29號）
- Days 218. 不要逞強啊（Kakko Tsuken na）（2025年30號）
- Days 219. 冒牌貨（Nisemono）（2025年31號）
- Days 220. 一定會救你（Zettai Tasukeru）（2025年32號）
- Days 221. 保護（Mamoru）（2025年33號）卷彩
- Days 222. 開戰（Kaisen）（2025年34號）
- Days 223. 自戀（Unubore）（2025年35號）
- Days 224: 護送（Gosō）（2025年36·37合併號）
- Days 225. —（Mamoritai Mono）（2025年38號）